# Пітер Деннінг
Пітер Деннінг (англ. Peter J. Denning; 6 січня 1942, Квінз, Нью-Йорк — відомий вчений в області обчислювальної техніки. Він сформулював принцип локальності посилань (званий принципом Деннінга) і висунув ідею алгоритму підкачки, заснованого на понятті робочого набору. Він також відомий завдяки роботам про принципи операційних систем, операційного аналізу мереж масового обслуговування, створення і застосування глобальної мережі CSNET (академічна мережа великих комп'ютерів розташованих, головним чином, в США, але пов'язаних з іншими країнами; сайти CSNET включають університети, дослідницькі лабораторії і деякі комерційні структури), цифрової бібліотеки ACM (Асоціація з обчислювальної техніки) і систематизував основні принципи обчислень. Науковець є автором і редактором 7 книг та 320 технічних документів.

## Біографія
Пітер Деннінг з ранніх років виявляв інтерес до науки, вивчаючи астрономію, ботаніку, радіоелектроніку в початковій школі. У школі в Ферфілді, він представляв комп'ютери, які збирав вдома, на виставці наукових проектів учнів в 1958, 1959 і 1960 роках. Один із комп'ютерів, зібраний за допомогою частин від автомата для гри в пінбол, який розв'язував лінійні рівняння, завоював гран-прі.
Науковець продовжив навчання в Манхеттенському коледжі на бакалавра в галузі електроніки (1964), а потім — Массачусетському технологічному інституті. Звання кандидата наук отримав у 1968 році. У Массачусетському технологічному інституті він брав участь в проекті MAC та зробив внесок в розробку англ. Multics (інформаційно-обчислювальна система ущільнення каналів каналів передачі даних). Його кандидатська дисертація «Розподіл ресурсів в багатопроцесорних комп'ютерних системах» представляє основні ідеї в роботі набору, локальності, трешинга й балансу системи.
У Пристонському університеті (1968 — 72), він написав свою класичну книгу «Принципи операційних систем». Він співпрацював з Альфредом Ахо і Джеффрі Ульманом в роботі з підтвердження оптимальності алгоритму заміщення сторінок і про підтвердження того, що компілятори, засновані на пріоритеті синтаксичного аналізу, необхідно шукати з поверненням.
В Університеті Пердью (1972—1983) він був рецензентом численних кандидатських дисертацій з обґрунтування теорій управління пам'яті, заснованих на понятті локальності й поширення операційного аналізу мереж масового обслуговування. Він був одним із засновників мережі CSNET. У 1979 році став деканом факультету. Завершив книгу про обчислювальні моделі «Машини, Мови і Обчислення», спільно з Джеком Денісом і Джо Квалітсом.
У Еймсовському дослідному центрі НАСА (1983—1991) Деннінг заснував RIASC, науково-дослідний інститут передових комп'ютерних досліджень, і перетворили його в один із перших центрів для проведення міждисциплінарних досліджень в області обчислювальної та космічної науки. В Університеті Джорджа Мейсона (1991—2002) він очолював факультет комп'ютерних наук, був заступником декана та віце-ректором, заснував Центр Нью-інженер. Центр був першопрохідцем в області веборієнтованого навчання. Він створив курси з проектування для інженерів, названі Sence 21, які стали основою його іноваційного проєкту. Деннінг створив курс із основ інформаційних технологій — «Великі принципи обчислень».

## Головні роботи

### Віртуальна пам'ять
У 1970 році Деннінг опублікував доповідь, яка представляла наукову основу віртуальної пам'яті й підтвердження наукових даних, вирішуючи спірні питання стабільності й продуктивності віртуальної пам'яті.

### Принцип локальності і робоча множина
У 1966 році Деннінг запропонував встановити в якості запобіжної міри до пам'яті робочу множину й пояснив, чому це так, використовуючи ідею локальності, представлену Лісом Беладі. Його праця стала класичною. Він отримав нагороду ACM в 1968 році і — англ. SIGOPS Hall of Fame Award в 2005 році.

### Принципи операційної системи
На початку 1970-х років він співпрацював з Кофманом в розробці теорії операційних систем, яка стала класичним підручником.

## Операційний аналіз і оцінка продуктивності
В середині 1970-х років науковець співпрацював з Джеффрі Бузеном з операційного аналізу, розширивши основні принципи роботи з мережами масового обслуговування.

### Цифрова бібліотека
Деннінг керував проектом цифрової бібліотеки 1992-97, який завершено в 1997 році. Асоціація обчислювальної техніки стала першою професійною організацією, яка зібрала повну бібліотеку власних публікації. 

### Великі принципи обчислень
Кар'єра Деннінга була спрямована на те, щоб сформулювати основні принципи обчислень. У 1999 році він розширив зону пошуку. Виявлення природних інформаційних процесів в біології, фізиці, економіки, матеріалів та в інших областях, переконували його в тому, що його основні визначення обчислень повинні бути змінені, щоб охопити як фізичні, так і штучні інформаційні процеси.
Деннінг мав вагомий вплив на освіту. Об'єднана цільова група під головуванням Пітера Деннінга, відомого фахівця в галузі програмного забезпечення і педагога, випустила розгорнуту доповідь «англ. Computing as a discipline», яка формулювала принципи викладання дисципліни комп'ютинг (англ. computing), що охоплює комп'ютерну науку і комп'ютерну інженерію. Через два роки, знову сформована Об'єднана цільова група з посиланнями на цю доповідь, опублікувала остаточну версію третього документа серії Computing Curricula 1991. Згідно  преамбули, він акумулював ідеї навчальних програмах, самостійно розроблених IEEE-CS в кінці 70 — початку 80-х рр. XX ст.
Розглядаючи професійні аспекти комп'ютингу, Пітер Деннінг писав:
|  | В основі будь-якої професії лежить якась постійна сфера людських турбот і людських негараздів. Ці турботи —- не феномени, які оточують комп'ютери. Все навпаки. Комп'ютери оточують ці турботи ... Професія комп'ютинг, по аналогії з іншими професіями, —- це система осіб та інститутів, що працюють в області обробки інформації, обчислень і координації дій через комп'ютерні мережі |

.
Саме Деннінг очолював об'єднану цільову групу (англ. Joint Task Force) двох провідних професійних співтовариств США, IEEE і ACM, що розробила основи еталонної навчальної програми, англ. Computing Curricula 91, за якою й нині навчаються в американських університетах. У ній були визначені й розвинені три парадигми комп'ютингу:
- теорія (математика),
- абстракція (моделювання)
- конструювання (реалізація).

Однак згодом, в результаті очевидної гуманізації свого підходу до дисципліни, Деннінг, не применшуючи значення попередніх формулювань, визначив три нових базових принципи для побудови сучасних університетських програм по комп'ютингу:
- англ. listening, тобто вміння вислухати, розібратися у вимогах замовників і клієнтів, встановити з ними індивідуальне партнерство для вирішення цих проблем;
- англ. completing, звичку завершувати, бути твердим у своєчасному виконанні зобов'язань і задоволенні замовників;
- англ. learning, здатність вчитися, постійно, протягом усього життя освоювати нові навички та збільшувати компетенцію[7].

## Нагороди
Деннінг отримав 24 нагороди за роботу й внесок у науку. Вони включають три нагороди професійного співтовариства, стипендії, три почесних ступеня, п'ять нагород за технічний внесок і шість — в області освіти.

## Публікації
Він автор або редактор 340 технічних документів і семи книг.
- 1973, з Едом Коффман. Operating Systems Theory. Prentice-Hall.
- 1978, з Джеком Деннісом и Джо Кваліцем. Machines, Languages, and Computation. Prentice-Hall.
- 1997, з Бобом Меткалфом Beyond Calculation: The Next 50 Years of Computing. Copernicus Books.
- 2001. The Invisible Future: The Seamless Integration of Technology in Everyday Life. McGraw-Hill.
- 2010. The Innovator's Way: Essential Practices for Successful Innovation. MIT Press.
- 2015. Great Principles of Computing. MIT Press

Статті:
- 1968. "The Working Set Model for Program Behavior".  ACM Communications (May).[9]
- 1970. "Virtual memory."  ACM Computing Surveys (September).[10]
- 1970. "Thrashing: Its Causes and Prevention".[11]
- 1976. "Fault tolerant operating systems".  ACM Computing Surveys (December)[12]
- 1978. with Jeff Buzen.  "Operational Analysis of Queueing Network Models." ACM Computing Surveys (September).[13]
- 1980. "Working sets past and present".  From IEEE Transactions Software Engineering, January 1980.[14]
- 1984, with Robert Brown.  "Operating Systems".  Scientific American issue on software.
- 1990, with Walter Tichy.  "Highly parallel computation".  Science magazine, November.
- 1992. "Educating a new engineer".  ACM Communications (December).[15]
- 2006. "The Locality Principle".  Chapter in Communication Networks and Systems (J Barria, Ed.). Imperial College Press.[16]
- 2007. "Computing is a natural science."  ACM Communications (July).[17]
- 2009, with Peter Freeman. "Computing's Paradigm". ACM Communications (December).[18]
- 2010, with Fernando Flores and Peter Luzmore.  "Orchestrating Coordination in Pluralistic Networks".  ACM Communications (March).[19]